# Friedhelm Lenz
Friedhelm Lenz (* 11. Mai 1945 in Rauschendorf) ist ein deutscher Politiker und ehemaliger nordrhein-westfälischer Landtagsabgeordneter der SPD.

## Leben und Beruf
Nach dem Schulbesuch mit dem Abschluss der Mittleren Reife im Jahr 1961 absolvierte er eine kaufmännische Ausbildung und war in den Jahren 1964 bis 1998 kaufmännischer Angestellter bei den Stadtwerken Köln GmbH.
Der SPD trat er im Jahr 1963 bei. Er war in zahlreichen Gremien der Partei tätig, u. a. war er Stadtbezirksvorsitzender der SPD Köln-Porz.

## Abgeordneter
Vom 1. Juni 1995 bis 2. Juni 2005 war Lenz Mitglied des Landtags des Landes Nordrhein-Westfalen. Er wurde jeweils im Wahlkreis 014 Köln II bzw. 020 Köln VI direkt gewählt. Im Jahr 2004 verlor er eine Kampfabstimmung um die Nominierung als Direktkandidat und Jochen Ott wurde Landtagskandidat (konnte das Mandat aber erst 2010 endgültig direkt erringen).
Dem Stadtrat der Stadt Köln gehörte er in den Jahren 1978 bis 1994 an.